# آلکس فراگا
آلکس فراگا (به پرتغالی: Alex José de Oliveira Fraga) مدافع اهل برزیل است که در شهر Alto Paraná و در تاریخ ۲۲ مهٔ ۱۹۸۶ به دنیا آمده‌است.
آلکس فراگا در تیم‌های فوتبال Atlético Paranaense سابقهٔ حضور دارد.